# آشوت آصلانیان
آشوت تیگرانی آصلانیان (ارمنی: Աշոտ Տիգրանի Ասլանյան؛  زادهٔ ۷ فوریهٔ ۱۹۱۹ - درگذشته ۱۷ مارس ۱۹۸۹) زمین‌شناس اهل ارمنستان بود.

## زندگی‌نامه
وی در ۷ فوریهٔ ۱۹۱۹ در ایجوان به دنیا آمد . وی عضو فرهنگستان ملی علوم ارمنستان بود. همچنین برندهٔ جوایزی همچون نشان پرچم سرخ کار، نشان دوستی خلق، نشان جنگ میهنی (درجه یک) و (درجه دو) شده‌است. وی در ۱۷ مارس ۱۹۸۹ در سن ۷۰ سالگی در ایروان درگذشت.

## نگارخانه

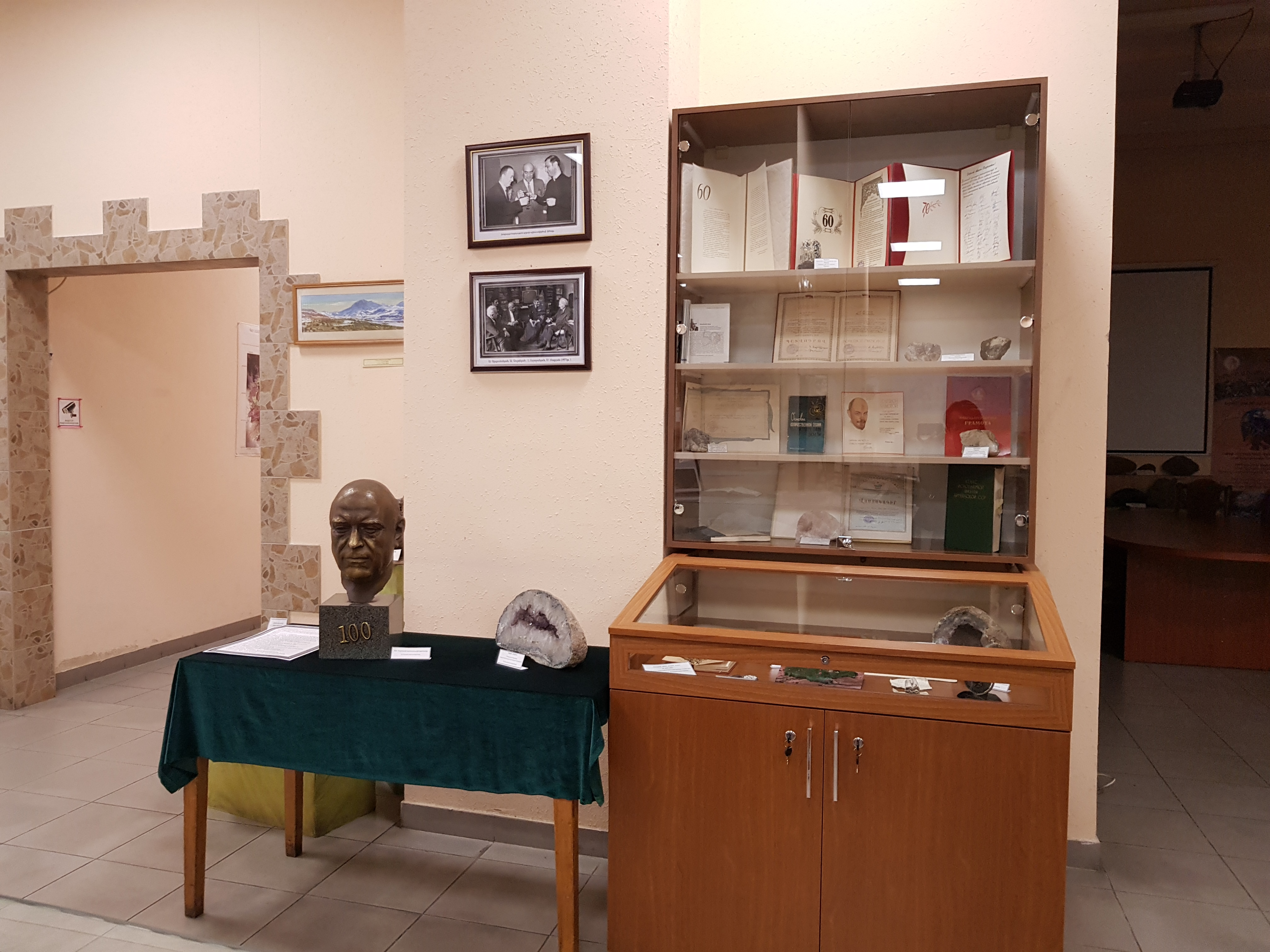
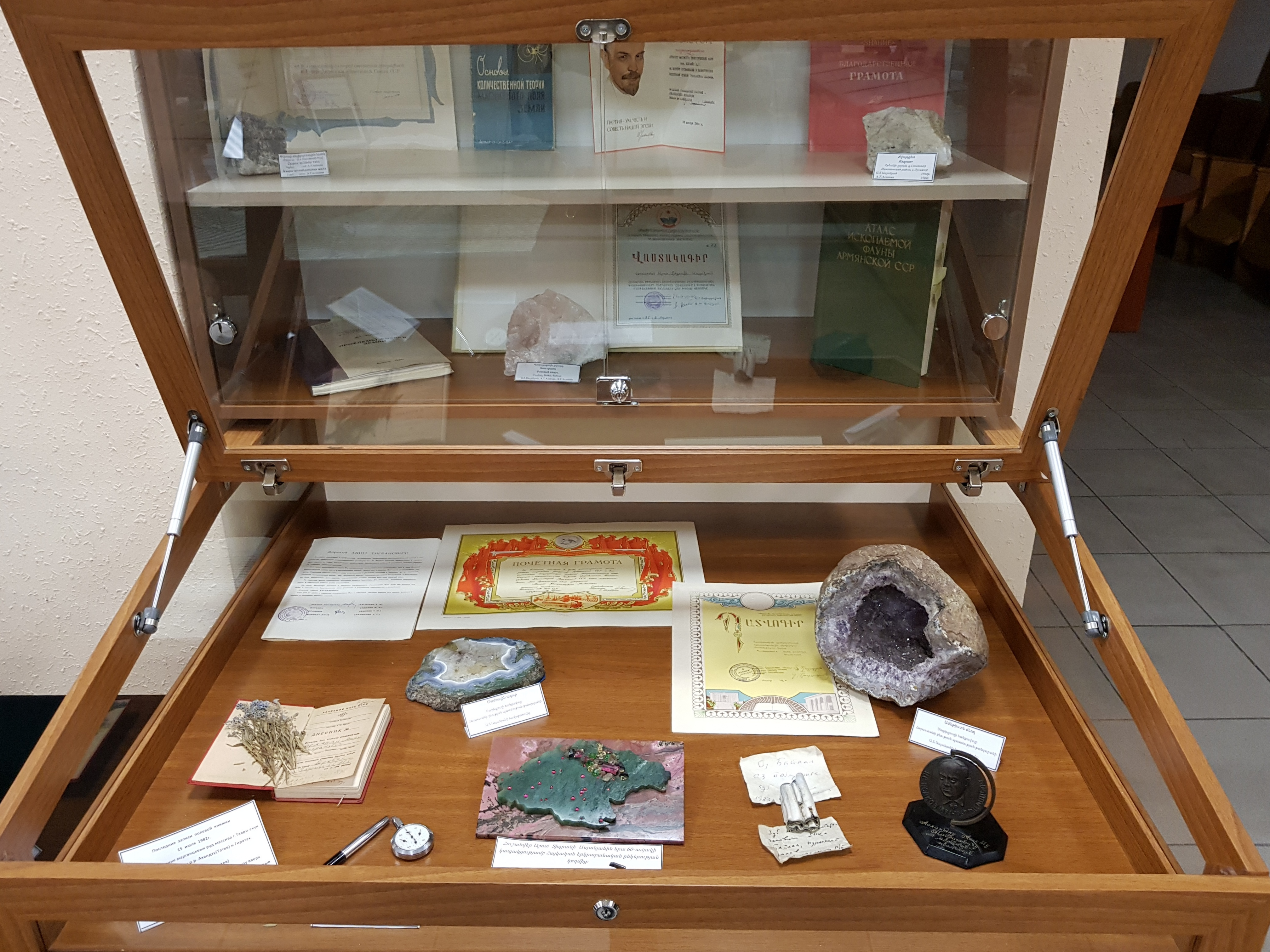